# 千葉胤頼
千葉 胤頼（ちば たねより）は、戦国時代の武将。少弐資元の次男。

## 略歴
九州千葉氏は、室町時代において肥前国の最有力な豪族であり、龍造寺氏などもその傘下にあったが、室町時代後期に一族が「西千葉氏（晴気千葉氏）」と「東千葉氏（祇園千葉氏）」に分裂、更に大内氏に筑前国を追われた少弐氏が肥前に拠点を移すと、分裂して統一した対応の取れなくなった九州千葉氏は少弐氏の勢いに押され、ついにはその家臣同然と化してしまっていた。
東千葉氏の家督を継いだ千葉喜胤が家督相続後まもない天文11年（1542年）に自殺したのに伴い、胤頼が東千葉氏を継ぐこととなった。
胤頼は実兄・少弐冬尚が重臣・龍造寺隆信と対立するようになるとこれを支援した。一方、分裂以来対立関係であった西千葉氏の千葉胤連は龍造寺家の重臣の子であった鍋島彦法師丸（鍋島直茂）を養子に迎えて対抗する。
永禄2年（1559年）、龍造寺隆信・千葉胤連に攻められ、肥前勢福寺城で兄・冬尚と共に自害した。子・胤誠は逃亡し神代勝利を頼った。